# Juanulloa globifera
Juanulloa globifera là loài thực vật có hoa trong họ Cà. Loài này được (S. Knapp & D'Arcy) S. Knapp mô tả khoa học đầu tiên năm 1995.